# Heteragrion makiritare
Heteragrion makiritare là loài chuồn chuồn trong họ Megapodagrionidae. Loài này được De Marmels mô tả khoa học đầu tiên năm 2004.